# Sphodromerus calliptamoides
Sphodromerus calliptamoides är en insektsart som beskrevs av Boris Petrovich Uvarov 1943. Sphodromerus calliptamoides ingår i släktet Sphodromerus och familjen gräshoppor. Inga underarter finns listade i Catalogue of Life.